# Formica gnava
Formica gnava är en myrart som beskrevs av Buckley 1866. Formica gnava ingår i släktet Formica och familjen myror. Inga underarter finns listade i Catalogue of Life.

## Bildgalleri

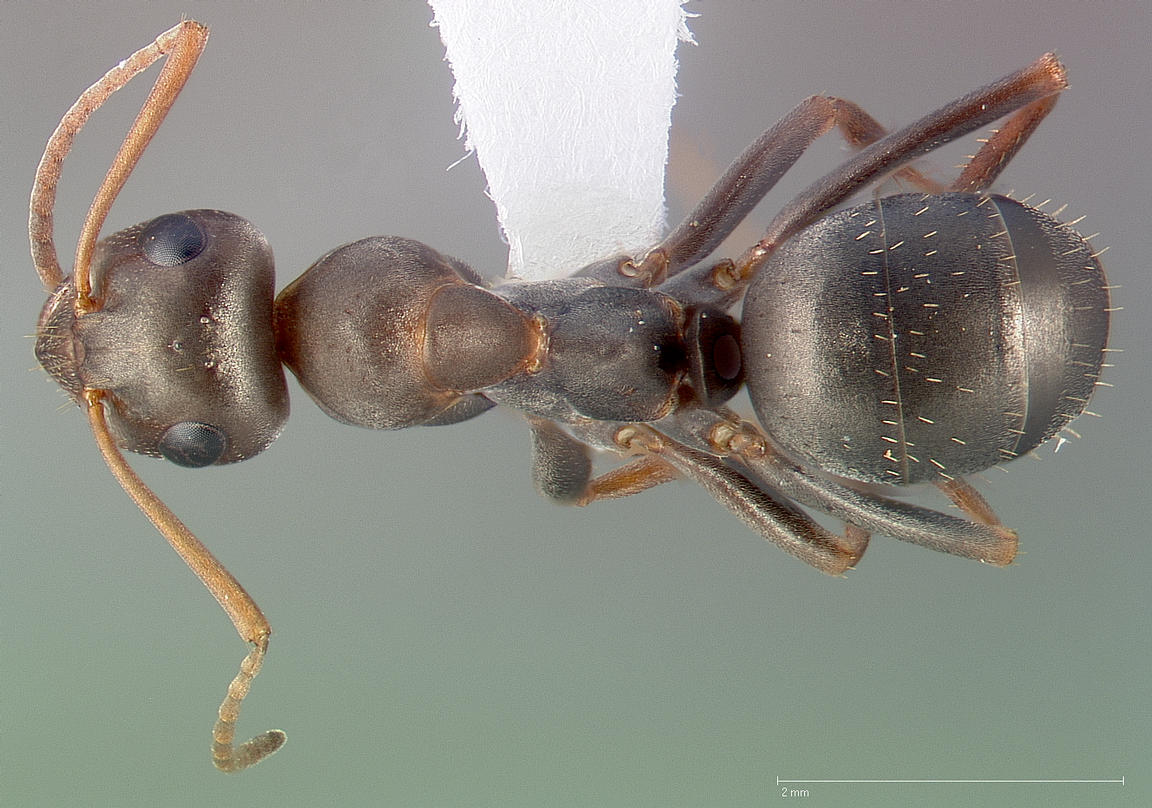
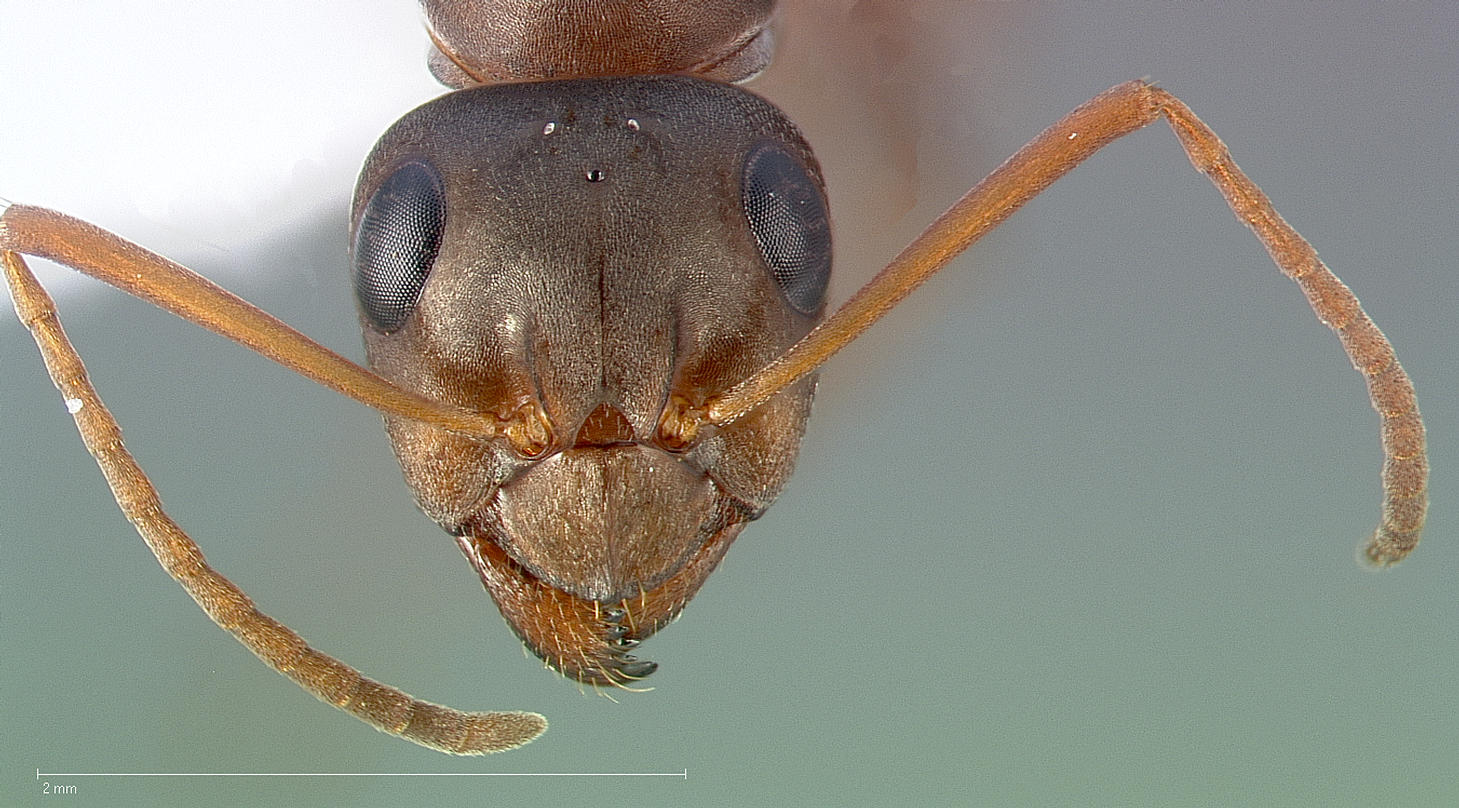
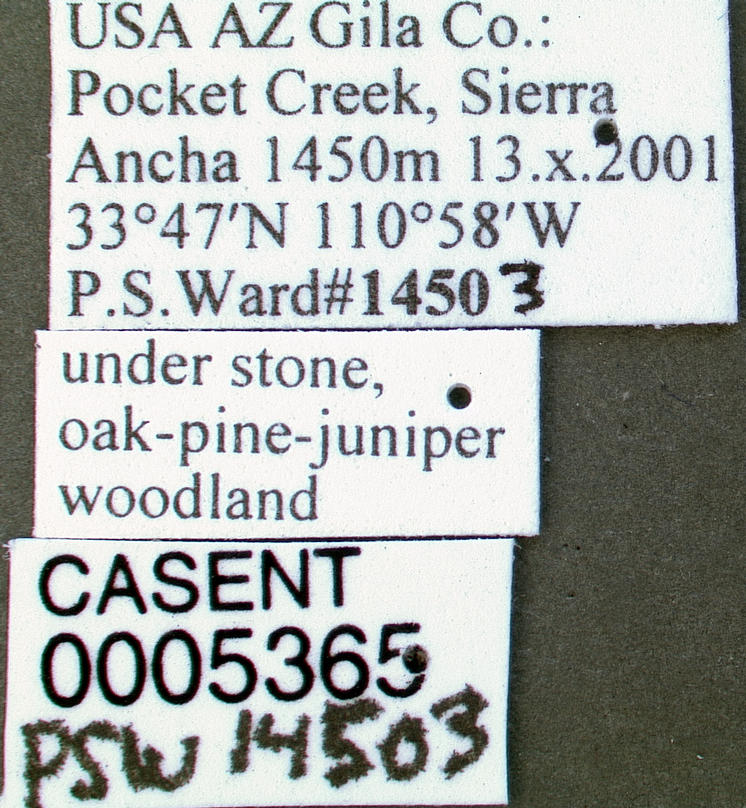
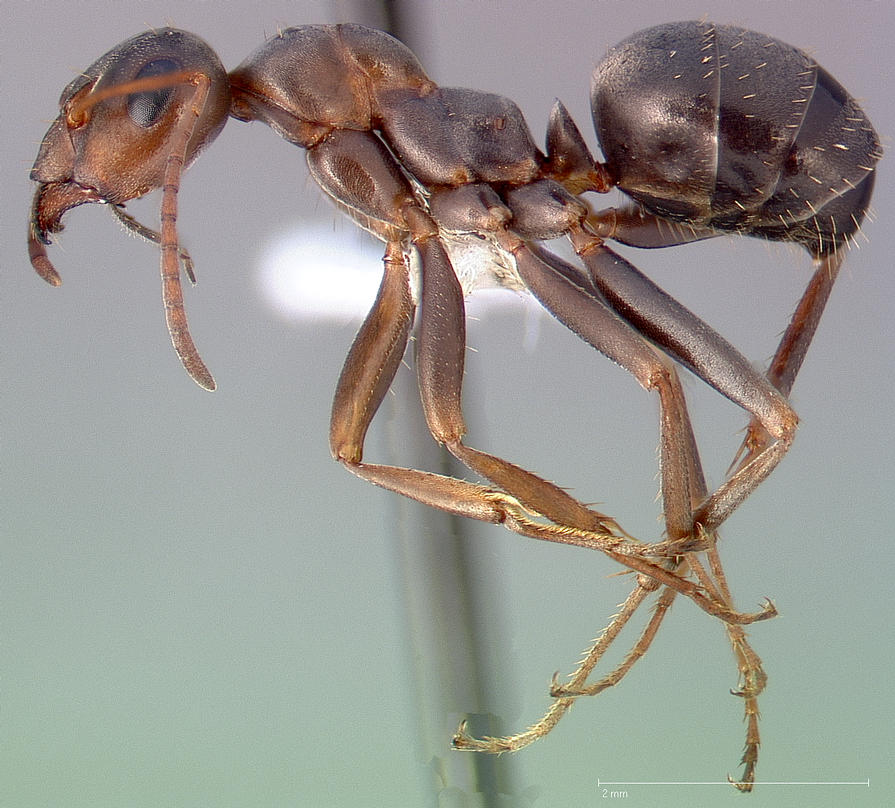